# Радерфорд, Септимус
Се́птимуc Э́рик Ра́дефорд (англ. Septimus Eric Rutherford; 29 ноября 1907—1975) — английский футболист, крайний нападающий.

## Футбольная карьера
С 1927 по 1936 год выступал за английский клуб «Портсмут». Свой дебютный матч за «помпи» провёл 29 октября 1927 года, последний — 5 января 1936 года. Всего провёл за клуб 131 матч и забил 37 мячей.
В 1934 году забил гол в финале Кубке Англии против «Манчестер Сити», однако «Портсмут» в итоге проиграл со счётом 2:1.
В сезоне 1936/37 играл за «Блэкберн Роверс».
Его братья Боб и Джок и племянник Джон также были профессиональными футболистами.